# Elencos da Liv Racing
A equipa de ciclismo profissional neerlandês Liv Racing tem tido durante toda a sua história sendo de categoria UCI Women's Team, máxima categoria feminina do ciclismo em estrada a nível mundial, os seguintes elencos:

## 2017
Não foi possível seriar os dados.

## 2018
| Integrantes da equipe 2018            | Integrantes da equipe 2018 | Integrantes da equipe 2018         | Integrantes da equipe 2018 |
| Ciclista                              | Data de nascimento         | Equipe anterior                    |                            |
| ------------------------------------- | -------------------------- | ---------------------------------- | -------------------------- |
| Rotem Gafinovitz                      | 9 junho 1992               | Jos Feron Lady Force (2016)        |                            |
| Yara Kastelijn                        | 9 agosto 1997              | De Jonge Renner (2015)             |                            |
| Danielle Rowe                         | 21 novembro 1990           | Cylance (2017)                     |                            |
| Jeanne Korevaar                       | 24 setembro 1996           | Jan van Arckel (2015)              |                            |
| Anouska Koster                        | 20 agosto 1993             | Futurumshop.nl-Zannata (2014)      |                            |
| Riejanne Markus                       | 1 setembro 1994            | Liv-Plantur (2016)                 |                            |
| Pauliena Rooijakkers                  | 12 maio 1993               | Parkhotel Valkenburg-Destil (2017) |                            |
| Sabrina Stultiens                     | 8 julho 1993               | Sunweb (2017)                      |                            |
| Monique van de Ree                    | 2 março 1988               | Lares-Waowdeals Women (2017)       |                            |
| Marianne Vos                          | 13 maio 1987               |                                    |                            |
| Inge van der Heijden (9 fev.–31 jul.) | 12 agosto 1999             |                                    |                            |
|                                       |                            |                                    |                            |
| Fonte: UCI                            |                            |                                    |                            |

## 2019
| Integrantes da equipe 2019 | Integrantes da equipe 2019 | Integrantes da equipe 2019         | Integrantes da equipe 2019 |
| Ciclista                   | Data de nascimento         | Equipe anterior                    |                            |
| -------------------------- | -------------------------- | ---------------------------------- | -------------------------- |
| Valerie Demey              | 17 janeiro 1994            | Lotto Soudal Ladies (2018)         |                            |
| Jeanne Korevaar            | 24 setembro 1996           | Jan van Arckel (2015)              |                            |
| Evy Kuijpers               | 15 fevereiro 1995          | Jan van Arckel (2018)              |                            |
| Marta Lach                 | 26 maio 1997               | Mat Atom Deweloper (2018)          |                            |
| Riejanne Markus            | 1 setembro 1994            | Liv-Plantur (2016)                 |                            |
| Ashleigh Moolman Pasio     | 9 dezembro 1985            | Cervélo Bigla (2018)               |                            |
| Pauliena Rooijakkers       | 12 maio 1993               | Parkhotel Valkenburg-Destil (2017) |                            |
| Agnieszka Skalniak-Sójka   | 22 abril 1997              | Experza-Footlogix (2018)           |                            |
| Sabrina Stultiens          | 8 julho 1993               | Sunweb (2017)                      |                            |
| Inge van der Heijden       | 12 agosto 1999             |                                    |                            |
| Marianne Vos               | 13 maio 1987               |                                    |                            |
|                            |                            |                                    |                            |
| Fonte: ProCyclingStats     |                            |                                    |                            |

## 2020
| Integrantes da equipe 2020            | Integrantes da equipe 2020 | Integrantes da equipe 2020                | Integrantes da equipe 2020 |
| Ciclista                              | Data de nascimento         | Equipe anterior                           |                            |
| ------------------------------------- | -------------------------- | ----------------------------------------- | -------------------------- |
| Sofia Bertizzolo                      | 21 agosto 1997             | Virtu Cycling Women (2019)                |                            |
| Valerie Demey                         | 17 janeiro 1994            | Lotto Soudal Ladies (2018)                |                            |
| Marta Jaskulska                       | 25 março 2000              |                                           |                            |
| Jeanne Korevaar                       | 24 setembro 1996           | Jan van Arckel (2015)                     |                            |
| Evy Kuijpers                          | 15 fevereiro 1995          | Jan van Arckel (2018)                     |                            |
| Marta Lach                            | 26 maio 1997               | Mat Atom Deweloper (2018)                 |                            |
| Riejanne Markus                       | 1 setembro 1994            | Liv-Plantur (2016)                        |                            |
| Ashleigh Moolman Pasio                | 9 dezembro 1985            | Cervélo Bigla (2018)                      |                            |
| Aurela Nerlo                          | 11 fevereiro 1998          | TKK Pacific Toruń - Nestlé Fitness (2019) |                            |
| Soraya Paladin                        | 4 maio 1993                | Alé Cipollini (2019)                      |                            |
| Pauliena Rooijakkers                  | 12 maio 1993               | Parkhotel Valkenburg-Destil (2017)        |                            |
| Agnieszka Skalniak-Sójka              | 22 abril 1997              | Experza-Footlogix (2018)                  |                            |
| Sabrina Stultiens                     | 8 julho 1993               | Sunweb (2017)                             |                            |
| Inge van der Heijden (9 fev.–31 jul.) | 12 agosto 1999             |                                           |                            |
| Marianne Vos                          | 13 maio 1987               |                                           |                            |
|                                       |                            |                                           |                            |
| Fonte: UCI                            |                            |                                           |                            |

## 2021
| Integrantes da equipe 2021 | Integrantes da equipe 2021 | Integrantes da equipe 2021         | Integrantes da equipe 2021 |
| Ciclista                   | Data de nascimento         | Equipe anterior                    |                            |
| -------------------------- | -------------------------- | ---------------------------------- | -------------------------- |
| Sofia Bertizzolo           | 21 agosto 1997             | Virtu Cycling Women (2019)         |                            |
| Valerie Demey              | 17 janeiro 1994            | Lotto Soudal Ladies (2018)         |                            |
| Alison Jackson             | 14 dezembro 1988           | Sunweb (2020)                      |                            |
| Marta Jaskulska            | 25 março 2000              |                                    |                            |
| Lotte Kopecky              | 10 novembro 1995           | Lotto Soudal Ladies (2020)         |                            |
| Jeanne Korevaar            | 24 setembro 1996           | Jan van Arckel (2015)              |                            |
| Evy Kuijpers               | 15 fevereiro 1995          | Jan van Arckel (2018)              |                            |
| Soraya Paladin             | 4 maio 1993                | Alé Cipollini (2019)               |                            |
| Pauliena Rooijakkers       | 12 maio 1993               | Parkhotel Valkenburg-Destil (2017) |                            |
| Sabrina Stultiens          | 8 julho 1993               | Sunweb (2017)                      |                            |
|                            |                            |                                    |                            |
| Fonte: ProCyclingStats     |                            |                                    |                            |